# Derek Landy
Derek Landy (Lusk, comtat de Dublín, 1974) és un guionista i escriptor de narrativa irlandès, conegut per ser autor de la sèrie de novel·les infantils Skulduggery Pleasant. Ha guionitzat les pel·lícules
Abans d'aconseguir l'èxit amb Skulduggery Pleasant treballava al camp amb coliflors fins que li arribà el contracte amb l'editorial HarperCollins per 1,8 milions de lliures el 2006. El 2007 es publicà el primer llibre de la sèrie i trobà un gran èxit. Warner Bros. comprà els drets de la sèrie de llibres per poder fer una adaptació al cinema el mateix any.

## Obres
Ha escrit els guions per a les pel·lícules Boy Eats Girl (2005) i Dead Bodies (2003). La sèrie de novel·les que el va fer famós perquè es convertiren en best-sellers va iniciar-se amb la novel·la Skulduggery Pleasant publicada el 2007.
Altra trilogia de l'autor és Demon Road.